# Georg Thielmann

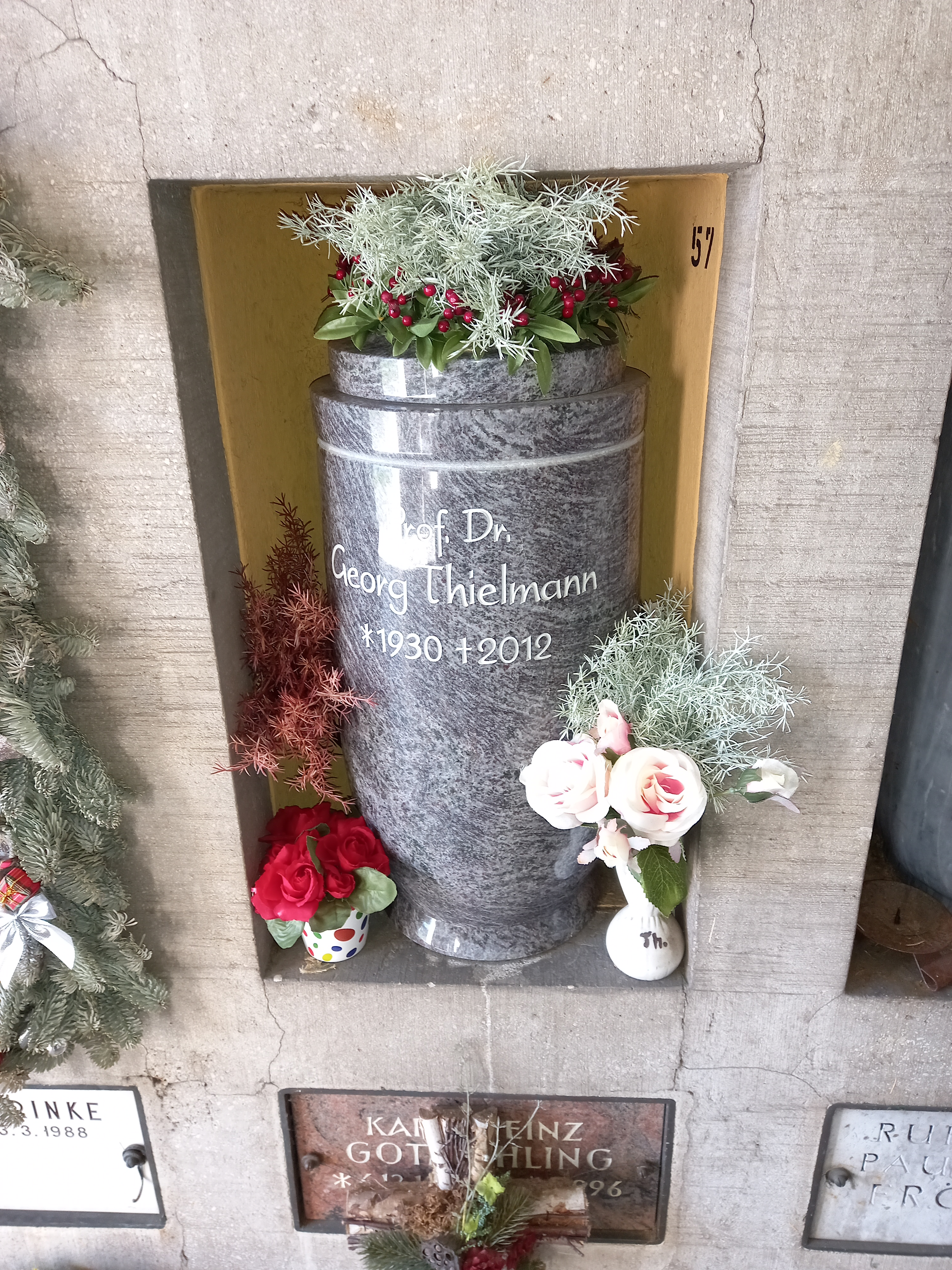
Das Grab von Georg Thielmann im Kolumbarium des Friedhofs Wilmersdorf in Berlin

Georg Thielmann (* 14. November 1930; † 5. Oktober 2012 in Berlin) war ein deutscher Rechtswissenschaftler und Hochschullehrer.

## Leben
Georg Thielmann wurde 1961 mit der rechtshistorischen Dissertation Die römische Privatauktion an der Freien Universität Berlin promoviert. Zehn Jahre später habilitierte er sich mit Arbeiten zum Erbrecht des Bürgerlichen Gesetzbuches. 1972 übernahm er einen Lehrstuhl an der Freien Universität und lehrte bis zu seiner Emeritierung im Jahr 1996 als Professor für römisches und bürgerliches Recht. Er war in seiner Dienstzeit auch Dekan der juridischen Fakultät der FU.
Sein Fachkollege Uwe Wesel bescheinigte Thielmann in einem Beitrag zu dessen Pensionierung 1996, Thielmanns Dissertation von 1961 sei immer noch ein Standardwerk.

## Veröffentlichungen (Auswahl)
- Die römische Privatauktion : Zugleich ein Beitrag zum römischen Bankierrecht (Diss.). Duncker & Humblot (Berliner juristische Abhandlungen, Bd. 4), Berlin 1961, ISBN 978-3-428-01537-5.
- Sittenwidrige Verfügungen von Todes wegen (Habil.). Duncker & Humblot, Berliner juristische Abhandlungen, Bd. 26, Berlin 2022, ISBN 978-3-428-43017-8.
- De iustitia et de iure: Festgabe für Ulrich von Lübtow zum 80. Geburtstag, (Hrsg., mit Manfred Harder), Berlin 1980, ISBN 3-428-04739-7.
- gem. mit Friedrich Ebel: Rechtsgeschichte: Von der Römischen Antike bis zur Neuzeit (3. neubearb. Aufl.). C.F. Müller, Heidelberg 2003, ISBN 978-3-8114-1199-9.